# Stryszawa
Stryszawa è un comune rurale polacco del distretto di Sucha, nel voivodato della Piccola Polonia.
Ricopre una superficie di 113,24 km² e nel 2004 contava 11 715 abitanti.